# Jacques Griffe
Jacques Griffe, né Théodore, Antoine, Émile Griffe, est un créateur de mode et un grand couturier français, également costumier pour le théâtre et le cinéma. Il est né le 29 novembre 1909 à Conques sur Orbiel près de Carcassonne (Aude) et mort le 24 juin 1996 à Castelnaudary (Aude),.

## Parcours
Après ses débuts à Carcassonne chez le tailleur « Olive » et à Toulouse chez la couturière « Mirra », Jacques Griffe travaille à Paris, de 1935 à 1939, comme modéliste aux côtés de Madeleine Vionnet, qui deviendra son mentor, dont les créations aux célèbres drapés le fascinent depuis son enfance.
Mobilisé et fait prisonnier pendant la seconde guerre mondiale, à son retour il ouvre en 1941 son propre salon de Haute couture place Gaillon. En 1947, il déménage rue du Faubourg-Saint-Honoré et y fonde sa maison de prêt-à-porter « Jacques Griffe Évolution ». Plusieurs parfums à son nom sont également créés :Griffonnage (1949) désigné par René Gruau, Mistigri (1953),  Grilou (1957) et Enthousiasme (1960). Il habille de nombreuses personnalités dont Joséphine Baker, Michèle Morgan et Ingrid Bergman.
En 1951, il se voit confier par le britannique Edward Molyneux, qui arrête son activité, la responsabilité de sa maison de couture installée Rue Royale en face du restaurant  Maxim's. En 1974, il met un terme à ses activités professionnelles et se retire à Cély-en-Bière  dans la demeure de Madeleine Vionnet qu'il avait acquise et à Villesiscle dans l'Aude,.Considéré comme un maître du drapé et des couleurs, il aime les couleurs puissantes et les étoffes qui mettent les femmes particulièrement en valeur, comme la moire ou le lamé,,.
De nombreux modèles sont visibles dans les collections du Victoria and Albert Museum, du Metropolitan Museum of Art, du Rhode Island School of Design Museum, de la National Gallery of Victoria et du Palais Galliera,,. En 2014, l'exposition présentée de juillet à décembre à Paris puis au Musée des Beaux-Arts de Bilbao: « Les Années 50. La mode en France, 1947-1957 » rendit hommage, aux côtés d'autres créateurs, à son talent. Le couturier Issae Miyake lui dédia l'une de ses dernières collections,,.
Il repose au cimetière de Conques sur Orbiel,.

### Créateur de robes pour le cinéma et le théâtre
Jacques Griffe fut le costumier de nombreuses comédiennes dans plusieurs films et pièces de théâtre:
- 1948 : Le Comédien, réalisé par Sacha Guitry;
- 1949 : Le Cœur sur la main, réalisé par André Berthomieu;
- 1949 : L'Homme de la tour Eiffel, réalisé par Burgess Meredith;
- 1949 : Le Don d'Adèle de Pierre Barillet, mise en scène de Jacques Charon;
- 1951 : Gibier de potence, réalisé par Roger Richebé;
- 1952 : Monsieur Taxi, réalisé par André Hunebelle;
- 1953 : Les Amants de minuit, réalisé par Roger Richebé;
- 1953 : L'Esclave, réalisé par Yves Ciampi;
- 1954 : La Peur (Angst), réalisé par Roberto Rossellini.
- 1965 : Secretissimo de Marc Camoletti, mise en scène de Jacques Charon.

Galerie
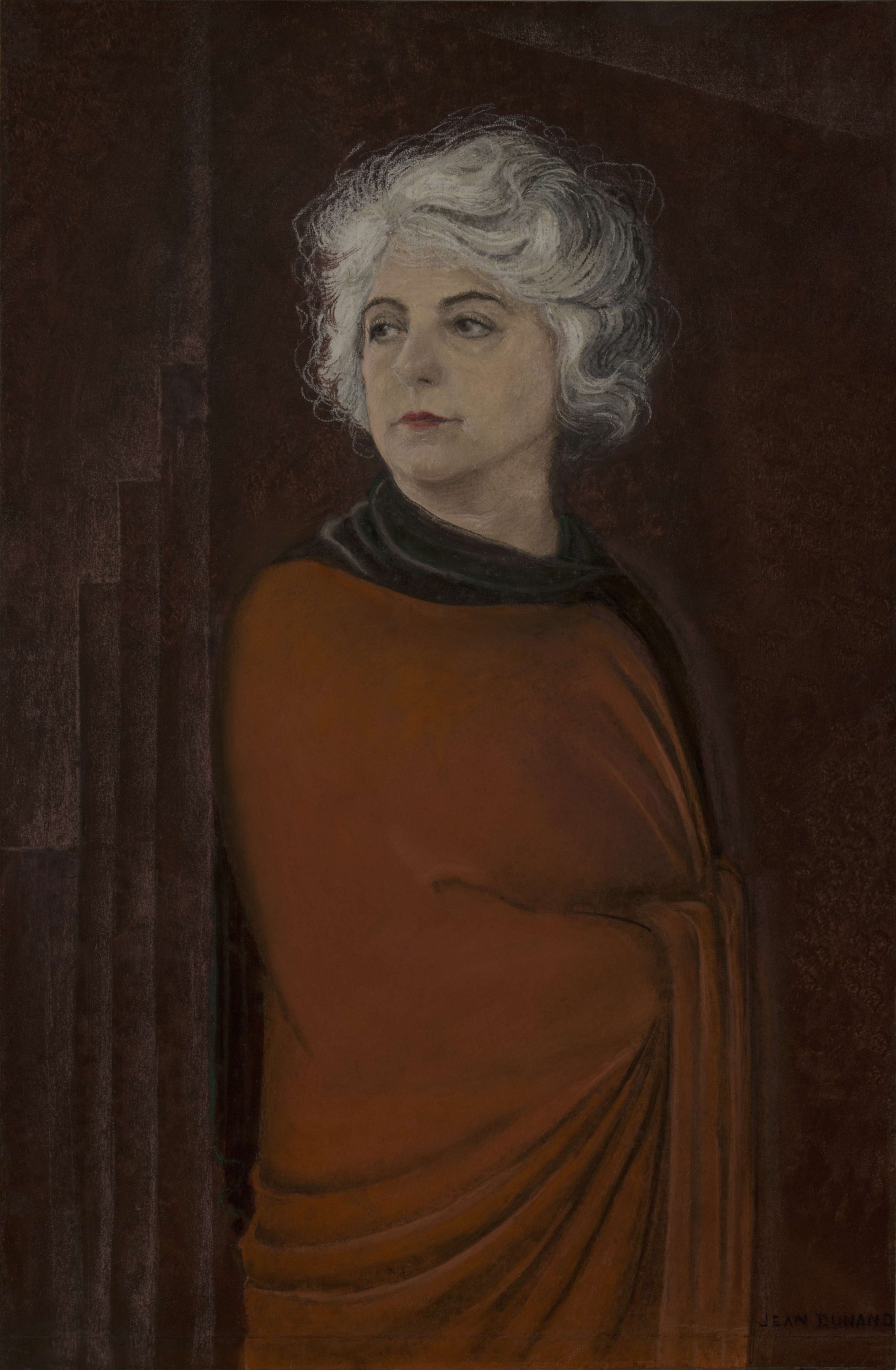
Portrait de Madeleine Vionnet (1876-1975) par Jules John Dunand.
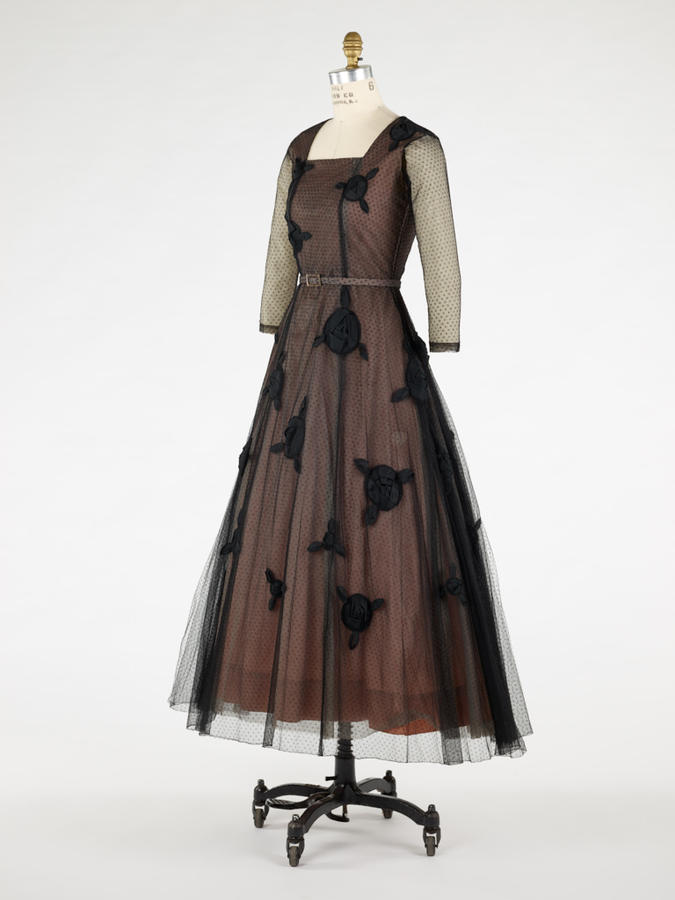
Robe en satin (1940).
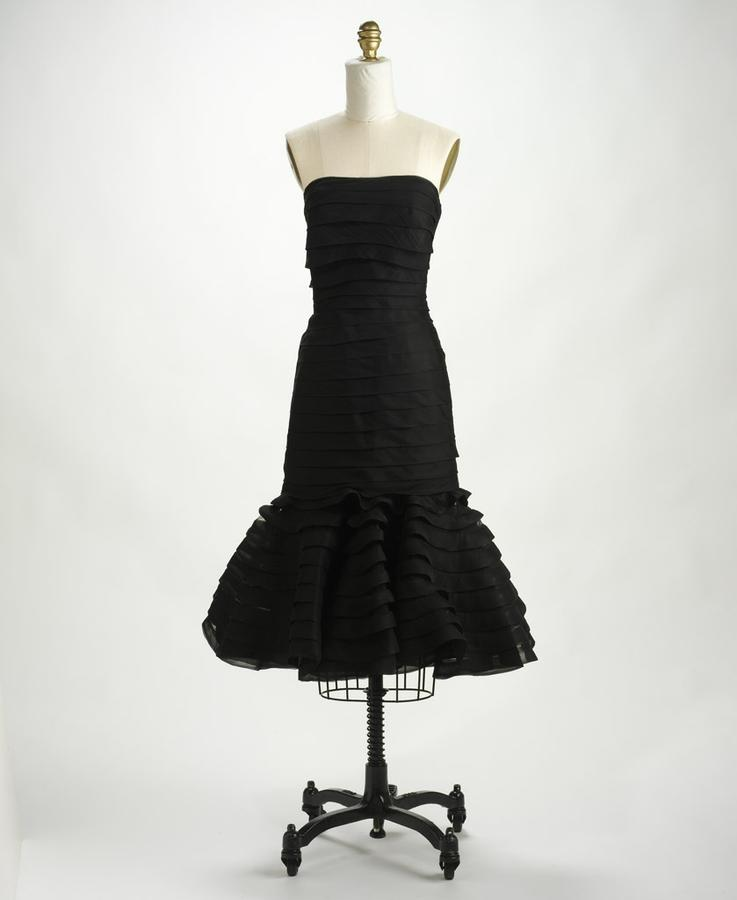
Robe de cocktail. Collection printemps-été 1951.